# HD96915
HD96915 — хімічно пекулярна зоря спектрального класу
B9 й має видиму зоряну величину в смузі V приблизно  8,9.

## Пекулярний хімічний склад
Зоряна атмосфера HD96915 має підвищений вміст 
Si
.